# Fabio Quagliarella
Fabio Quagliarella (Castellammare di Stabia, 31 gennaio 1983) è un ex calciatore italiano, di ruolo attaccante.
Considerato uno dei migliori attaccanti italiani della sua generazione, con la Juventus ha vinto tre scudetti consecutivi, dalla stagione 2011-2012 alla stagione 2013-2014, e due edizioni della Supercoppa italiana (2012 e 2013).
Dopo varie presenze nelle nazionali giovanili italiane, nel 2007 ha esordito nella nazionale maggiore, con cui ha preso parte al campionato d'Europa 2008, alla Confederations Cup 2009 e al campionato del mondo 2010. Con la nazionale italiana è il marcatore più anziano, essendo andato in rete all'età di 36 anni e 54 giorni, nel marzo 2019, in una gara delle qualificazioni al campionato d'Europa 2020 contro il Liechtenstein.
A livello individuale, nel 2009 gli è stato assegnato l'Oscar del calcio AIC per il più bel gol della stagione 2008-2009, realizzato durante la sua militanza nell'Udinese; nel 2018, in forza alla Sampdoria, ha conseguito il Premio Scirea. Nel corso della stagione 2018-2019 ha segnato per 11 partite consecutive, un risultato precedentemente raggiunto in un singolo campionato di Serie A dal solo Gabriel Batistuta, e successivamente da Cristiano Ronaldo nella stagione 2019-2020; inoltre, nello stesso campionato, si laurea capocannoniere della Serie A dopo aver realizzato 26 gol, divenendo il terzo calciatore del club ligure ad aggiudicarsi il trono dei marcatori dopo Sergio Brighenti, nel 1961, e Gianluca Vialli, nel 1991.

## Biografia
In carriera ha sempre indossato la maglia numero 27, in onore di Niccolò Galli, suo amico e compagno nelle nazionali giovanili, deceduto prematuramente in un incidente stradale nel 2001.
Il 17 febbraio 2017, dopo un processo durato qualche anno, un ex agente della Polizia postale, accusato da Quagliarella di stalking, viene condannato a quattro anni e otto mesi di reclusione; l'uomo aveva prodotto lettere diffamatorie anonime in cui l'attaccante, all'epoca dei fatti in forza al Napoli, veniva ingiustamente accusato di avere affiliazioni con la camorra e di aver intrattenuto rapporti con minorenni. A causa di queste lettere Quagliarella era stato costretto a lasciare il club dal presidente Aurelio De Laurentiis.

## Caratteristiche tecniche
Attaccante molto prolifico, era capace di ricoprire sia il ruolo di prima punta sia di seconda punta. In carriera ha giocato anche come attaccante esterno e qualche volta come trequartista. Era in possesso di un tiro molto potente e preciso, che lo rendeva in grado di segnare da grandi distanze; abile nel colpo di testa, rientravano nel suo repertorio anche il colpo di tacco e la rovesciata. Si distingueva inoltre come assist-man.

## Carriera

### Club

#### Firenze, Chieti, Torino e Ascoli
Cresciuto nelle giovanili del Torino, esordisce in Serie A in maglia granata il 14 maggio 2000, nella partita vinta per 2-1 contro il Piacenza.
Nel 2002 viene dato in prestito alla Florentia Viola, militante in Serie C2; dopo 12 partite e un solo gol è restituito nel gennaio 2003 al Torino, che lo gira al Chieti in Serie C1, dove disputa 10 incontri segnando 2 gol. In Abruzzo rimane anche per la stagione successiva di C1, chiusa con 17 gol in 32 partite contribuendo in maniera decisiva alla positiva stagione del Chieti che sfiora i play-off. Terminato il prestito, il Torino riprende nei ranghi Quagliarella in vista della stagione in Serie B.
A Torino parte da titolare e, con 7 gol in 34 partite, contribuisce alla promozione in Serie A, ma, a seguito del fallimento della società granata, nell'agosto 2005 si ritrova svincolato, fino a quando l'Udinese compra il suo cartellino e lo cede in prestito all'Ascoli, che gli garantisce un posto da titolare nella stagione 2005-2006 in massima serie: con la maglia bianconera, il 21 dicembre 2005, in Ascoli-Treviso (1-0), segna il suo primo gol in Serie A.

#### Sampdoria
Al termine del campionato, l'Udinese, proprietaria del cartellino del giocatore dal 2005, ne cede la metà - assieme alla metà del cartellino di Mirko Pieri - alla Sampdoria, in cambio della metà del cartellino del centravanti Salvatore Foti. Il 7 luglio 2006 Quagliarella viene così ingaggiato dal club blucerchiato, allenato da Walter Novellino.
Incomincia il periodo a Genova da riserva. A ottobre, con la squalifica per scommesse di Francesco Flachi e le non buone condizioni fisiche di Fabio Bazzani, Quagliarella trova un posto da titolare. Segna una doppietta con un gol da venti metri contro l'Atalanta nella partita persa 2-3, di rovesciata nella partita vinta contro la Reggina 0-1 e nella 30ª giornata con un pallonetto da centrocampo contro il Chievo. Alla fine del 2006, totalizza 9 gol in 16 partite con la maglia blucerchiata: in questo modo, al termine del girone d'andata, ha battuto il suo record di gol in Serie A in un'intera stagione. Nel girone di ritorno la sua media gol scende; mette a segno altri 4 gol che lo fanno arrivare a quota 13 nella classifica dei cannonieri.

#### Udinese
Nel giugno 2007 le due squadre proprietarie del cartellino non trovano l'accordo per la risoluzione della comproprietà e vanno alle buste, con la Sampdoria che offre 6,5 milioni di euro contro i 7,3 milioni dell'Udinese, che si aggiudica così la proprietà dell'attaccante campano.
Dopo un inizio stentato, a Udine forma un'efficace coppia d'attacco con Antonio Di Natale, firmando 12 reti. Nella stagione seguente segna al San Paolo contro il Napoli e arriva ai quarti di finale di Coppa UEFA contro il Werder Brema, nei quali mette a segno una doppietta che non basta a evitare l'eliminazione. Con 8 reti in Coppa UEFA arriva al terzo posto nella classifica marcatori dietro Vágner Love e Ivica Olić. Nell'ultima giornata contro il Cagliari mette a segno il tredicesimo gol in campionato, portandosi a quota 21 gol complessivi in stagione.

#### Napoli
Il 1º giugno 2009 l'attaccante stabiese viene acquistato dal Napoli. All'Udinese vanno 16 milioni di euro e la seconda metà del cartellino di Maurizio Domizzi, mentre al giocatore viene riconosciuto un ingaggio di 1,8 milioni di euro a stagione a salire di anno in anno più eventuali bonus legati al rendimento, diventando così il giocatore più pagato della squadra. Come sua consuetudine, sceglie la maglia numero 27 in onore dell'amico e compagno scomparso Niccolò Galli.
Esordisce in maglia azzurra il 16 agosto 2009 nel match di Coppa Italia contro la Salernitana, terminato 3-0 per i partenopei. I primi gol ufficiali arrivano il 30 agosto 2009 alla seconda di campionato contro il Livorno, al San Paolo, match nel quale apre le marcature per poi siglare il gol del definitivo 3-1 per il Napoli. Inoltre, nella stessa partita, sullo 0-0, è autore di un tiro da centrocampo: un destro potente che colpisce la traversa e rimbalza sulla linea di porta, con il portiere amaranto Alfonso De Lucia già battuto. Dopo una crisi di rendimento, che coincide con la crisi di risultati del Napoli che porta all'esonero di Roberto Donadoni, ritrova il gol all'ottava giornata di campionato (la prima con il nuovo tecnico Walter Mazzarri), giocata il 18 ottobre 2009 al San Paolo contro il Bologna, firmando il gol del momentaneo 1-1; la partita si conclude poi con la vittoria del Napoli per 2-1. Realizza un'altra doppietta al San Paolo il 6 dicembre 2009 contro il Bari, prima realizzando la rete del momentaneo 1-1 e quindi, dopo aver servito a Christian Maggio l'assist per il 2-2, siglando all'88' il gol del definitivo 3-2 per i partenopei.
Il 18 gennaio 2010 riceve l'Oscar del calcio AIC per il miglior gol della stagione 2008-2009, realizzato in Napoli-Udinese del 31 gennaio 2009 con un destro al volo da fuori area.
Il 9 maggio 2010 decide con una doppietta, la terza stagionale, il match al San Paolo contro l'Atalanta (2-0) che garantisce ai partenopei il sesto posto aritmetico; chiude la sua prima e ultima stagione in maglia azzurra con 11 reti in 34 partite che ne fanno il vice-capocannoniere stagionale del Napoli, alle spalle di Marek Hamšík.

#### Juventus

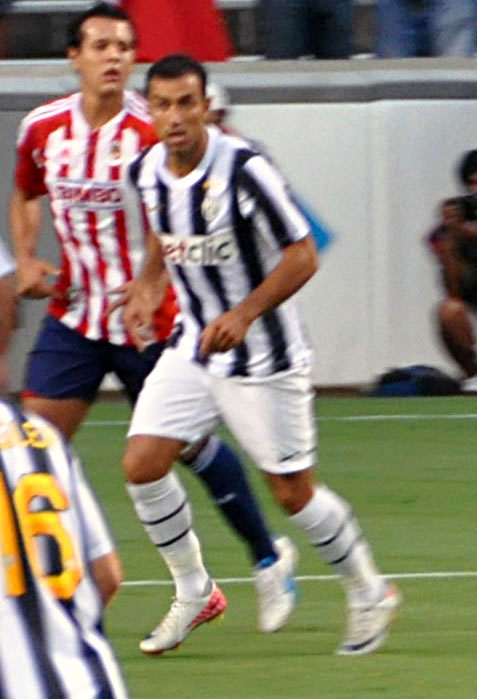
Quagliarella in azione con la maglia della Juventus nell'estate 2011

Il 27 agosto 2010 il Napoli lo cede in prestito oneroso per 4,5 milioni di euro alla Juventus, scatenando l'ira dei tifosi del Napoli che lo definiscono "traditore", unendosi peraltro ai dubbi dei sostenitori juventini che si aspettavano una prima punta di peso.
Esordisce in maglia bianconera il 29 agosto nel match di campionato contro il Bari, terminato 1-0 per i pugliesi.
Segna il suo primo gol juventino la giornata seguente, contro la Sampdoria, sua ex squadra, il 12 settembre a Torino, partita che termina con il risultato di 3-3. Il 5 dicembre, in Catania-Juventus (vinta 3-1), segna la sua prima doppietta con la maglia della Juventus. Il 19 dicembre segna, con una rovesciata, il gol del momentaneo 1-0 a Verona contro il Chievo (la partita terminerà 1-1), gol che è anche l'ultimo dei bianconeri nel 2010, nonché il suo nono stagionale. Nel corso della diciottesima giornata, il 6 gennaio 2011, in Juventus-Parma (persa 1-4), si infortuna al legamento crociato anteriore destro ed è costretto a stare fermo per circa 6 mesi, concludendo anticipatamente la stagione.
Il 22 giugno 2011 viene riscattato dalla Juventus, che versa al Napoli 10,5 milioni in tre esercizi. Torna in campo nel corso di Catania-Juventus, giocata il 25 settembre e terminata 1-1, in cui subentra all'81' a Claudio Marchisio. Segna il suo primo gol stagionale il 18 dicembre, 364 giorni dopo la sua ultima rete in bianconero, siglando la rete del definitivo 2-0 in Juventus-Novara.
L'8 gennaio 2012, durante Lecce-Juventus (0-1), a causa di uno scontro con l'avversario Andrea Esposito, riporta la frattura dello zigomo destro, venendo operato il giorno seguente; torna a giocare il successivo 24 gennaio in occasione del quarto di finale casalingo di Coppa Italia vinto per 3-0 contro la Roma, indossando una speciale maschera protettiva. Il 6 maggio 2012 conquista lo scudetto con la maglia bianconera con una giornata d'anticipo nella partita giocata in campo neutro di Trieste contro il Cagliari vinta 2 a 0, favorevole anche la vittoria dell'Inter contro il Milan per 4 a 2.
La stagione 2012-2013 inizia con la vittoria della Supercoppa italiana allo Stadio nazionale di Pechino, grazie al punteggio di 4-2 sul Napoli.
Il 19 settembre 2012 esordisce in Champions League nel secondo tempo di Chelsea-Juventus, gara che segna il ritorno della Juventus nella massima competizione calcistica continentale dopo 3 anni di assenza, segnando il gol del definitivo 2-2.
Il 10 novembre, nella gara esterna contro il Pescara, terminata col punteggio di 6-1, realizza la sua prima tripletta in carriera, dopo più di due anni in cui nessun giocatore della Juventus aveva segnato tre reti nella stessa partita (l'ultima tripletta era stata quella di Miloš Krasić in Juventus-Cagliari 4-2 del 26 settembre 2010), e serve anche gli assist per le reti di Asamoah e Giovinco.
Il 5 maggio 2013, grazie alla vittoria casalinga sul Palermo per 1-0, vince – con tre giornate d'anticipo – il secondo scudetto consecutivo.
Il 18 dicembre 2013 segna l'unico suo gol in Coppa Italia contro l'Avellino nella partita terminata 3-0 per i bianconeri. Gioca poco in campionato contribuendo comunque con 17 presenze e un gol al raggiungimento del terzo scudetto consecutivo e personale.

#### Ritorno al Torino

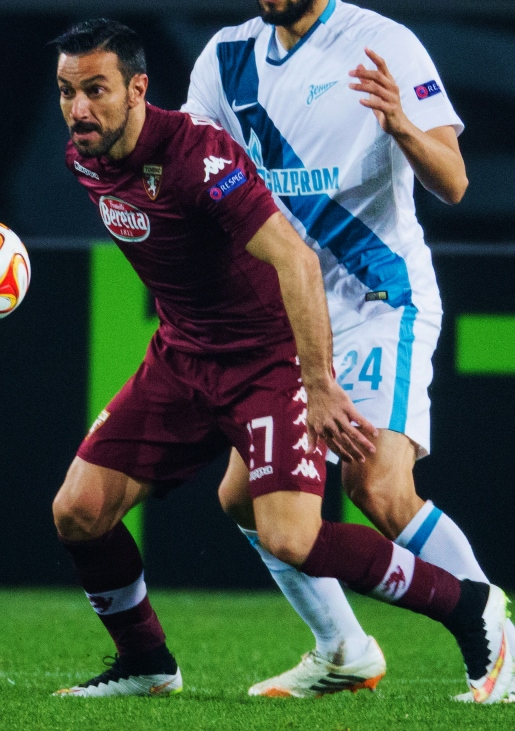
Quagliarella in azione con la maglia granata nel 2015

Il 18 luglio 2014 viene acquistato dal Torino per 3,5 milioni di euro, pagabili in 3 anni: il giocatore fa quindi ritorno in maglia granata dopo nove anni. Il 7 agosto seguente segna il gol del 3-0, su calcio di rigore, nella partita contro il Brommapojkarna, valevole per il terzo turno preliminare di Europa League. Il 24 settembre realizza il suo primo gol in Serie A con la maglia del Torino, nella vittoria per 2-1 contro il Cagliari. Il 5 ottobre segna un gol al San Paolo contro il Napoli, sua ex squadra, nella sconfitta per 1-2 della squadra del tecnico Gian Piero Ventura. Il 1º febbraio 2015 realizza la sua prima tripletta con la maglia del Torino, nella partita vinta 5-1 contro la Sampdoria, sua ex squadra. Il 26 aprile 2015, in occasione del derby di ritorno contro la Juventus, segna la rete decisiva del 2-1, consegnando ai granata una vittoria che mancava da esattamente vent'anni.

#### Ritorno alla Sampdoria e ritiro
Dopo una serie di polemiche con la tifoseria del Torino, scaturite dalla mancata esultanza del giocatore dopo un gol segnato contro il Napoli, il 1º febbraio 2016 viene ceduto in prestito con obbligo di riscatto alla Sampdoria. Torna così a giocare a Genova a distanza di 9 anni e sceglie, come sempre, la maglia numero 27. Il 20 febbraio segna il suo primo gol della sua nuova esperienza blucerchiata nella partita Inter-Sampdoria 3-1, realizzando la rete della bandiera al 92'. Segna poi altri due gol in campionato contro Frosinone ed Empoli.
Nel corso della stagione seguente tocca quota 100 gol in Serie A con la rete segnata nella vittoria per 3-2 contro il Sassuolo del 20 novembre. Il 22 gennaio, in occasione della partita persa per 1-0 con l'Atalanta, indossa per la prima volta la fascia da capitano dei blucerchiati.
Durante il campionato 2017-2018 fa invece registrare 19 marcature, suo record personale in Serie A, tra cui una tripletta alla Fiorentina.
Nel corso della stagione 2018-2019, oltre a segnalarsi per due reti di tacco, in particolare quella del 2 settembre 2019 contro il Napoli con la quale ha ottenuto la candidatura per il FIFA Puskás Award, conferma un'ottima vena realizzativa andando in gol per 11 gare di fila (tra la 10ª e la 21ª giornata, restando in panchina nella sfida contro la Roma valida per la 12ª), una striscia che eguaglia il record in un singolo campionato di Serie A stabilito da Gabriel Batistuta, ininterrottamente a segno per le prime 11 giornate della stagione 1994-1995. Grazie al gol segnato contro l'Empoli nella terzultima giornata di campionato raggiunge quota 26 gol in stagione, piazzandosi al primo posto nella classifica marcatori e a un solo centro di distanza dal recordman blucerchiato Sergio Brighenti, che nella stagione 1960-1961 segnò 27 reti. Durante l'ultima di campionato, in casa contro la Juventus, viene insignito dalla Lega Serie A del titolo di "Miglior Attaccante" della stagione 2018-2019, titolo che sfoggerà sulla maglia (grazie a un piccolo logo applicato sul petto) nella stagione successiva. Riesce a raggiungere anche un altro ottimo traguardo personale, piazzandosi sul terzo gradino del podio per la Scarpa d'oro, dietro soltanto a due fuoriclasse del calibro di Lionel Messi e Kylian Mbappé. Durante l'estate infine verrà inserito nei 10 finalisti del FIFA Puskas Award, per il gol più spettacolare della stagione, grazie alla realizzazione di tacco contro il Napoli allo stadio Ferraris.
A inizio 2021 la Juventus, in cerca di un centravanti, prova ad acquistarlo di nuovo, ma dopo alcuni giorni in cui sembrava probabile il suo ritorno in bianconero, lo stesso giocatore rifiuta l'offerta e decide di restare alla Sampdoria. Dopo la grande prova di fedeltà, il centravanti campano va ancora una volta in doppia cifra, segnando il suo tredicesimo e ultimo gol della stagione nella giornata conclusiva celebrando le 500 presenze in Serie A.
Il 16 agosto 2021 in occasione del match di Coppa Italia contro l'Alessandria, segna di tacco il suo centesimo goal con i blucerchiati. Il 19 febbraio 2022, con una doppietta nel match vinto per 2-0 dalla Sampdoria contro l'Empoli, raggiunge i 100 gol in Serie A con la Sampdoria, 104 in totale tra tutte le competizioni, diventando l’ottavo giocatore della storia del campionato italiano a segnare per 18 anni di fila. A differenza delle precedenti stagioni con i blucerchiati, durante le quali era sempre andato in doppia cifra, in questa realizza soltanto 6 reti, di cui 4 in Serie A.
Il 5 marzo 2023, con il suo ingresso in campo durante il match contro la Salernitana, Quagliarella raggiunge quota 550 presenze in Serie A, diventando così il quinto giocatore di movimento con più gettoni nel campionato italiano. Realizza il suo unico gol stagionale il 20 maggio seguente nella sfida persa 5-1 contro il Milan. A fine stagione si svincola dopo sette anni in blucerchiato.
Dopo aver trascorso alcuni mesi da svincolato, durante i quali inizia a lavorare come opinionista a Sky Sport, il 19 novembre 2023 annuncia pubblicamente il proprio ritiro dal calcio giocato.

### Nazionale
Dopo varie presenze nelle nazionali giovanili, viene convocato per la prima volta in nazionale dal CT Roberto Donadoni: l'esordio con la maglia della nazionale avviene il 28 marzo 2007, a 24 anni, quando entra all'88' della partita Italia-Scozia (2-0), giocata allo stadio San Nicola di Bari valida per le qualificazioni europee. Il 6 giugno dello stesso anno, contro la Lituania a Kaunas, per la prima volta gioca titolare e segna in nazionale, siglando una doppietta con entrambi i centri da fuori area.
Inserito nella lista dei 23 convocati per il campionato d'Europa 2008, esordisce nella seconda partita del girone, contro la Romania, subentrando a Del Piero. È l'unica presenza di Quagliarella e la selezione azzurra esce nei quarti di finale, ai rigori, contro i futuri campioni della Spagna.
Il CT Marcello Lippi, dopo averlo impiegato nelle qualificazioni mondiali, lo inserisce nella lista dei 23 convocati per la Confederations Cup 2009, dove viene impiegato unicamente nella seconda partita del girone, persa per 1-0 contro l'Egitto a Johannesburg.
L'anno seguente è tra i giocatori convocati sempre da Lippi per il campionato del mondo 2010 in Sudafrica. Esordisce nella manifestazione il 24 giugno nella terza e ultima partita della fase a gironi contro la Slovacchia, nella quale dopo essere subentrato nell'intervallo a Gennaro Gattuso, realizza un gol con un pallonetto da fuori area fissando il punteggio sul definitivo 3-2 per la nazionale slovacca, che determina l'eliminazione degli Azzurri. La stampa riconosce la sua prestazione come l'unica degna di nota in un contesto azzurro decisamente negativo.
Dopo il Mondiale rimane in nazionale anche con il CT Cesare Prandelli, con il quale realizza 2 gol in 4 partite fino alla fine del 2010; in seguito esce dal giro azzurro.
Tra il 2014 e il 2015 è convocato in qualche occasione dal CT Antonio Conte, senza mai scendere in campo.
Torna nel giro della nazionale nel febbraio 2019, prendendo parte allo stage organizzato dal CT Roberto Mancini in vista dell'avvio delle qualificazioni per il campionato d'Europa 2020. Il 23 marzo seguente scende in campo contro la Finlandia, tornando a giocare una gara con la nazionale a più di 8 anni dall'ultima volta. Nella partita successiva delle qualificazioni, vinta per 6-0 contro il Liechtenstein, torna a segnare in nazionale, trasformando in rete due calci di rigore e diventando, a 36 anni, il più anziano marcatore nella storia della nazionale italiana (superando il record di 35 anni e 2 mesi, appartenuto a Christian Panucci). La sua ultima presenza in azzurro rimane la partita contro la Bosnia disputata l'11 giugno 2019 a Torino, e chiude con un bilancio di 28 presenze e 9 gol in nazionale.

## Statistiche

### Presenze e reti nei club
| Stagione         | Squadra          | Campionato       | Campionato | Campionato | Coppe nazionali | Coppe nazionali | Coppe nazionali | Coppe continentali | Coppe continentali | Coppe continentali | Altre coppe | Altre coppe | Altre coppe | Totale | Totale |
| Stagione         | Squadra          | Comp             | Pres       | Reti       | Comp            | Pres            | Reti            | Comp               | Pres               | Reti               | Comp        | Pres        | Reti        | Pres   | Reti   |
| ---------------- | ---------------- | ---------------- | ---------- | ---------- | --------------- | --------------- | --------------- | ------------------ | ------------------ | ------------------ | ----------- | ----------- | ----------- | ------ | ------ |
| 1999-2000        | Torino           | A                | 1          | 0          | CI              | 0               | 0               | -                  | -                  | -                  | -           | -           | -           | 1      | 0      |
| 2000-2001        | Torino           | B                | 0          | 0          | CI              | 0               | 0               | -                  | -                  | -                  | -           | -           | -           | 0      | 0      |
| 2001-2002        | Torino           | A                | 4          | 0          | CI              | 0               | 0               | -                  | -                  | -                  | -           | -           | -           | 4      | 0      |
| 2002-gen. 2003   | Florentia Viola  | C2               | 12         | 1          | CI-C            | 3               | 0               | -                  | -                  | -                  | -           | -           | -           | 15     | 1      |
| gen.-giu. 2003   | Chieti           | C1               | 11         | 2          | CI-C            | 0               | 0               | -                  | -                  | -                  | -           | -           | -           | 11     | 2      |
| 2003-2004        | Chieti           | C1               | 32         | 17         | CI-C            | 4               | 0               | -                  | -                  | -                  | -           | -           | -           | 36     | 17     |
| Totale Chieti    | Totale Chieti    | Totale Chieti    | 43         | 19         |                 | 4               | 0               |                    | -                  | -                  |             | -           | -           | 47     | 19     |
| 2004-2005        | Torino           | B                | 34+2       | 7+1        | CI              | 4               | 2               | -                  | -                  | -                  | -           | -           | -           | 40     | 10     |
| 2005-2006        | Ascoli           | A                | 33         | 3          | CI              | 0               | 0               | -                  | -                  | -                  | -           | -           | -           | 33     | 3      |
| 2006-2007        | Sampdoria        | A                | 35         | 13         | CI              | 7               | 1               | -                  | -                  | -                  | -           | -           | -           | 42     | 14     |
| 2007-2008        | Udinese          | A                | 37         | 12         | CI              | 2               | 0               | -                  | -                  | -                  | -           | -           | -           | 39     | 12     |
| 2008-2009        | Udinese          | A                | 36         | 13         | CI              | 1               | 0               | CU                 | 11                 | 8                  | -           | -           | -           | 48     | 21     |
| Totale Udinese   | Totale Udinese   | Totale Udinese   | 73         | 25         |                 | 3               | 0               |                    | 11                 | 8                  |             | -           | -           | 87     | 33     |
| 2009-2010        | Napoli           | A                | 34         | 11         | CI              | 2               | 0               | -                  | -                  | -                  | -           | -           | -           | 36     | 11     |
| ago. 2010        | Napoli           | A                | 0          | 0          | CI              | 0               | 0               | UEL                | 1                  | 0                  | -           | -           | -           | 1      | 0      |
| Totale Napoli    | Totale Napoli    | Totale Napoli    | 34         | 11         |                 | 2               | 0               |                    | 1                  | 0                  |             | -           | -           | 37     | 11     |
| 2010-2011        | Juventus         | A                | 17         | 9          | CI              | 0               | 0               | UEL                | 0                  | 0                  | -           | -           | -           | 17     | 9      |
| 2011-2012        | Juventus         | A                | 23         | 4          | CI              | 4               | 0               | -                  | -                  | -                  | -           | -           | -           | 27     | 4      |
| 2012-2013        | Juventus         | A                | 27         | 9          | CI              | 1               | 0               | UCL                | 7                  | 4                  | SI          | 0           | 0           | 35     | 13     |
| 2013-2014        | Juventus         | A                | 17         | 1          | CI              | 2               | 1               | UCL+UEL            | 4+0                | 2                  | SI          | 0           | 0           | 23     | 4      |
| Totale Juventus  | Totale Juventus  | Totale Juventus  | 84         | 23         |                 | 7               | 1               |                    | 11                 | 6                  |             | 0           | 0           | 102    | 30     |
| 2014-2015        | Torino           | A                | 34         | 13         | CI              | 0               | 0               | UEL                | 12                 | 4                  | -           | -           | -           | 46     | 17     |
| 2015-feb. 2016   | Torino           | A                | 16         | 5          | CI              | 2               | 0               | -                  | -                  | -                  | -           | -           | -           | 18     | 5      |
| Totale Torino    | Totale Torino    | Totale Torino    | 89+2       | 25+1       |                 | 6               | 2               |                    | 12                 | 4                  |             | -           | -           | 109    | 32     |
| feb.-giu. 2016   | Sampdoria        | A                | 16         | 3          | CI              | 0               | 0               | UEL                | 0                  | 0                  | -           | -           | -           | 16     | 3      |
| 2016-2017        | Sampdoria        | A                | 37         | 12         | CI              | 1               | 0               | -                  | -                  | -                  | -           | -           | -           | 38     | 12     |
| 2017-2018        | Sampdoria        | A                | 35         | 19         | CI              | 1               | 0               | -                  | -                  | -                  | -           | -           | -           | 36     | 19     |
| 2018-2019        | Sampdoria        | A                | 37         | 26         | CI              | 2               | 0               | -                  | -                  | -                  | -           | -           | -           | 39     | 26     |
| 2019-2020        | Sampdoria        | A                | 28         | 11         | CI              | 1               | 1               | -                  | -                  | -                  | -           | -           | -           | 29     | 12     |
| 2020-2021        | Sampdoria        | A                | 33         | 13         | CI              | 0               | 0               | -                  | -                  | -                  | -           | -           | -           | 33     | 13     |
| 2021-2022        | Sampdoria        | A                | 33         | 4          | CI              | 2               | 2               | -                  | -                  | -                  | -           | -           | -           | 35     | 6      |
| 2022-2023        | Sampdoria        | A                | 23         | 1          | CI              | 2               | 0               | -                  | -                  | -                  | -           | -           | -           | 25     | 1      |
| Totale Sampdoria | Totale Sampdoria | Totale Sampdoria | 277        | 102        |                 | 16              | 4               |                    | 0                  | 0                  |             | -           | -           | 293    | 106    |
| Totale carriera  | Totale carriera  | Totale carriera  | 648        | 210        |                 | 41              | 7               |                    | 35                 | 18                 |             | 0           | 0           | 723    | 235    |

### Cronologia presenze e reti in nazionale
| Cronologia completa delle presenze e delle reti in nazionale ― Italia | Cronologia completa delle presenze e delle reti in nazionale ― Italia | Cronologia completa delle presenze e delle reti in nazionale ― Italia | Cronologia completa delle presenze e delle reti in nazionale ― Italia | Cronologia completa delle presenze e delle reti in nazionale ― Italia | Cronologia completa delle presenze e delle reti in nazionale ― Italia | Cronologia completa delle presenze e delle reti in nazionale ― Italia | Cronologia completa delle presenze e delle reti in nazionale ― Italia |
| Data                                                                  | Città                                                                 | In casa                                                               | Risultato                                                             | Ospiti                                                                | Competizione                                                          | Reti                                                                  | Note                                                                  |
| --------------------------------------------------------------------- | --------------------------------------------------------------------- | --------------------------------------------------------------------- | --------------------------------------------------------------------- | --------------------------------------------------------------------- | --------------------------------------------------------------------- | --------------------------------------------------------------------- | --------------------------------------------------------------------- |
| 28-3-2007                                                             | Bari                                                                  | Italia                                                                | 2 – 0                                                                 | Scozia                                                                | Qual. Euro 2008                                                       | -                                                                     | 87’                                                                   |
| 2-6-2007                                                              | Tórshavn                                                              | Fær Øer                                                               | 1 – 2                                                                 | Italia                                                                | Qual. Euro 2008                                                       | -                                                                     | 86’                                                                   |
| 6-6-2007                                                              | Kaunas                                                                | Lituania                                                              | 0 – 2                                                                 | Italia                                                                | Qual. Euro 2008                                                       | 2                                                                     |                                                                       |
| 22-8-2007                                                             | Budapest                                                              | Ungheria                                                              | 3 – 1                                                                 | Italia                                                                | Amichevole                                                            | -                                                                     |                                                                       |
| 12-9-2007                                                             | Kiev                                                                  | Ucraina                                                               | 1 – 2                                                                 | Italia                                                                | Qual. Euro 2008                                                       | -                                                                     | 85’                                                                   |
| 13-10-2007                                                            | Genova                                                                | Italia                                                                | 2 – 0                                                                 | Georgia                                                               | Qual. Euro 2008                                                       | -                                                                     | 72’                                                                   |
| 21-11-2007                                                            | Modena                                                                | Italia                                                                | 3 – 1                                                                 | Fær Øer                                                               | Qual. Euro 2008                                                       | -                                                                     | 58’                                                                   |
| 6-2-2008                                                              | Zurigo                                                                | Italia                                                                | 3 – 1                                                                 | Portogallo                                                            | Amichevole                                                            | 1                                                                     | 78’                                                                   |
| 13-6-2008                                                             | Zurigo                                                                | Italia                                                                | 1 – 1                                                                 | Romania                                                               | Euro 2008 - 1º turno                                                  | -                                                                     | 77’                                                                   |
| 15-10-2008                                                            | Lecce                                                                 | Italia                                                                | 2 – 1                                                                 | Montenegro                                                            | Qual. Mondiali 2010                                                   | -                                                                     | 75’                                                                   |
| 28-3-2009                                                             | Podgorica                                                             | Montenegro                                                            | 0 – 2                                                                 | Italia                                                                | Qual. Mondiali 2010                                                   | -                                                                     |                                                                       |
| 1-4-2009                                                              | Bari                                                                  | Italia                                                                | 1 – 1                                                                 | Irlanda                                                               | Qual. Mondiali 2010                                                   | -                                                                     | 89’                                                                   |
| 10-6-2009                                                             | Pretoria                                                              | Italia                                                                | 4 – 3                                                                 | Nuova Zelanda                                                         | Amichevole                                                            | -                                                                     | 61’                                                                   |
| 18-6-2009                                                             | Johannesburg                                                          | Egitto                                                                | 1 – 0                                                                 | Italia                                                                | Conf. Cup 2009 - 1º turno                                             | -                                                                     | 64’                                                                   |
| 12-8-2009                                                             | Basilea                                                               | Svizzera                                                              | 0 – 0                                                                 | Italia                                                                | Amichevole                                                            | -                                                                     | 61’                                                                   |
| 5-9-2009                                                              | Tbilisi                                                               | Georgia                                                               | 0 – 2                                                                 | Italia                                                                | Qual. Mondiali 2010                                                   | -                                                                     | 57’                                                                   |
| 14-10-2009                                                            | Parma                                                                 | Italia                                                                | 3 – 2                                                                 | Cipro                                                                 | Qual. Mondiali 2010                                                   | -                                                                     |                                                                       |
| 3-3-2010                                                              | Monaco                                                                | Italia                                                                | 0 – 0                                                                 | Camerun                                                               | Amichevole                                                            | -                                                                     | 61’                                                                   |
| 3-6-2010                                                              | Bruxelles                                                             | Italia                                                                | 1 – 2                                                                 | Messico                                                               | Amichevole                                                            | -                                                                     | 75’                                                                   |
| 5-6-2010                                                              | Ginevra                                                               | Svizzera                                                              | 1 – 1                                                                 | Italia                                                                | Amichevole                                                            | 1                                                                     | 66’                                                                   |
| 24-6-2010                                                             | Johannesburg                                                          | Slovacchia                                                            | 3 – 2                                                                 | Italia                                                                | Mondiali 2010 - 1º turno                                              | 1                                                                     | 46’ - 83’                                                             |
| 10-8-2010                                                             | Londra                                                                | Italia                                                                | 0 – 1                                                                 | Costa d'Avorio                                                        | Amichevole                                                            | -                                                                     | 59’                                                                   |
| 3-9-2010                                                              | Tallinn                                                               | Estonia                                                               | 1 – 2                                                                 | Italia                                                                | Qual. Euro 2012                                                       | -                                                                     | 60’                                                                   |
| 7-9-2010                                                              | Firenze                                                               | Italia                                                                | 5 – 0                                                                 | Fær Øer                                                               | Qual. Euro 2012                                                       | 1                                                                     | 59’                                                                   |
| 17-11-2010                                                            | Klagenfurt am Wörthersee                                              | Romania                                                               | 1 – 1                                                                 | Italia                                                                | Amichevole                                                            | 1                                                                     | 60’                                                                   |
| 23-3-2019                                                             | Udine                                                                 | Italia                                                                | 2 – 0                                                                 | Finlandia                                                             | Qual. Euro 2020                                                       | -                                                                     | 80’                                                                   |
| 26-3-2019                                                             | Parma                                                                 | Italia                                                                | 6 – 0                                                                 | Liechtenstein                                                         | Qual. Euro 2020                                                       | 2                                                                     | 72’                                                                   |
| 11-6-2019                                                             | Torino                                                                | Italia                                                                | 2 – 1                                                                 | Bosnia ed Erzegovina                                                  | Qual. Euro 2020                                                       | -                                                                     | 46’                                                                   |
| Totale                                                                |                                                                       | Presenze                                                              | 28                                                                    |                                                                       | Reti (34º posto)                                                      | 9                                                                     |                                                                       |

| Cronologia completa delle presenze e delle reti in nazionale ― Italia under 21 | Cronologia completa delle presenze e delle reti in nazionale ― Italia under 21 | Cronologia completa delle presenze e delle reti in nazionale ― Italia under 21 | Cronologia completa delle presenze e delle reti in nazionale ― Italia under 21 | Cronologia completa delle presenze e delle reti in nazionale ― Italia under 21 | Cronologia completa delle presenze e delle reti in nazionale ― Italia under 21 | Cronologia completa delle presenze e delle reti in nazionale ― Italia under 21 | Cronologia completa delle presenze e delle reti in nazionale ― Italia under 21 |
| Data                                                                           | Città                                                                          | In casa                                                                        | Risultato                                                                      | Ospiti                                                                         | Competizione                                                                   | Reti                                                                           | Note                                                                           |
| ------------------------------------------------------------------------------ | ------------------------------------------------------------------------------ | ------------------------------------------------------------------------------ | ------------------------------------------------------------------------------ | ------------------------------------------------------------------------------ | ------------------------------------------------------------------------------ | ------------------------------------------------------------------------------ | ------------------------------------------------------------------------------ |
| 12-10-2004                                                                     | Mantova                                                                        | Italia under 21                                                                | 2 – 1                                                                          | Bielorussia under 21                                                           | Qual. Europeo Under-21 2006                                                    | -                                                                              | 63’                                                                            |
| Totale                                                                         |                                                                                | Presenze                                                                       | 1                                                                              |                                                                                | Reti                                                                           | 0                                                                              |                                                                                |

## Palmarès

### Club
- Campionato italiano: 3

Juventus: 2011-2012, 2012-2013, 2013-2014
- Supercoppa italiana: 2

Juventus: 2012, 2013

### Nazionale
- Torneo Quattro Nazioni: 1

Italia under 20: 2002-2003

### Individuale
- Oscar del calcio AIC/Gran Galà del calcio AIC: 3

Gol dell'anno: 2009, 2019
Squadra dell'anno: 2019
- Premio Nazionale Carriera Esemplare "Gaetano Scirea": 1

2018
- Capocannoniere della Serie A: 1

2018-2019 (26 gol)
- Premi Lega Serie A: 1

Miglior attaccante: 2018-2019